# فاضل‌آباد (آزادشهر)
فاضل‌آباد شهری در شهرستان علی‌آباد استان گلستان ایران است که در ۳۰ کیلومتری گرگان واقع شده‌است. این شهر در شرق گرگان و در غرب علی‌آبادکتول واقع شده‌است.اقوام مختلف به گفته کارشناسان بنیادنیمروز در این شهربا برادری باهم زندگی می کنند این شهر اگر چه از شهر های کوچک کشور محسوب می‌گردد اما زادگاه چهره های شناخته شده‌ای مثل خشایار اعتمادی خواننده پاپ کشور و  می توان اشاره نمود.

## مردم
اکثریت جمعیت این شهر از مردم کتول که ازبومیان اصلی این شهر هستند و سیستانیها تشکیل شده‌است. زبان محلی مردم این شهر زبان طبری است که توسط اقوام طبری‌تبار (کتولی، مازندرانی، فیوجی، شهمیرزادی) در این شهر گویش می‌شود. علاوه بر اقوام طبری همچنین از اقوام شاهرودی، سیستانی، بلوچ، خراسانی نیز در این شهر ساکن هستند.